# サテライト中洲
サテライト中洲（サテライトなかす）は、福岡県福岡市博多区中洲にある会員制競輪場外車券売場である。
本項では併設されている会員制オートレース場外車券売場であるオートレース中洲（オートレースなかす）についても記述する。

## 施設概要
当施設はゲイツビルの3階にビル内のテナントとして開設されており、会員制で利用には会員登録（入会金は無料）と年会費（2年間有効）2000円が必要となる。会員は一般席に入場できるが、特別観覧席もあり利用は1席1日2000円。

## サテライト中洲
サテライト中洲は2012年8月9日に開設された。主に久留米競輪場の車券を中心とし、その他の場で行なわれる全ての特別競輪および記念競輪、一部の場のFI・FII・ナイター競輪など1日最大3場発売されている。

## オートレース中洲
オートレース中洲は、サテライトの施設を一部改修して2014年12月23日に開設された。主に飯塚オートレース場の車券を中心として全国のオートレース場の車券が発売される。
なおオートレース中洲の利用には、サテライト中洲への会員登録が必要になる。

## 交通
- 福岡市交通局（地下鉄空港線・箱崎線）中洲川端駅下車、改札出て4番出口真上。
- 西鉄バス東中洲停留所より徒歩1・2分。